# Masarykowa wieża niepodległości
Masarykowa wieża niepodległości (cz.: Masarykova věž samostatnosti) – wieża widokowa z pomieszczeniami ekspozycyjnymi zlokalizowana przy ulicy Cesta Legií 1370, w północnej części miasta Hořice (kraj hradecki, powiat Jičín) na wysokości 408 m n.p.m (wzgórze Chlum u Hořic).

## Historia
Pierwsze koncepcje budowy wieży pojawiły się w początkach XX wieku, a ich wizualizacje znajdują się na futurystycznych pocztówkach z tego okresu. W 1908 Galeria Plastyków z Hořic zakupiła teren, na którym obecnie stoi budowla. Kamień węgielny pod budowę położono latem 1926, choć pierwsze prace rozpoczęto wcześniej, 2 marca 1925. Pióro i kałamarz, a także młotek użyty przez prezydenta Tomáša Masaryka podczas uroczystości położenia kamienia węgielnego 10 lipca 1926, pozostają do dziś eksponatami części wystawowej na parterze wieży. Prace budowlane postępowały w początkowej fazie bardzo szybko, przy udziale mieszkańców Hořic i okolic. Płaskorzeźby dolnej części założenia osadzono w 1928, a w obecnym kształcie wieżę ukończono w 1938. Stała się ona symbolem niepodległości Czechosłowacji. Program rzeźbiarski i symbolika wieży sprzeczna była z ideami kolejnych okupantów. Niemieccy naziści zakryli płaskorzeźby w 1942, a potem komuniści zrobili to samo w 1962.

## Architektura

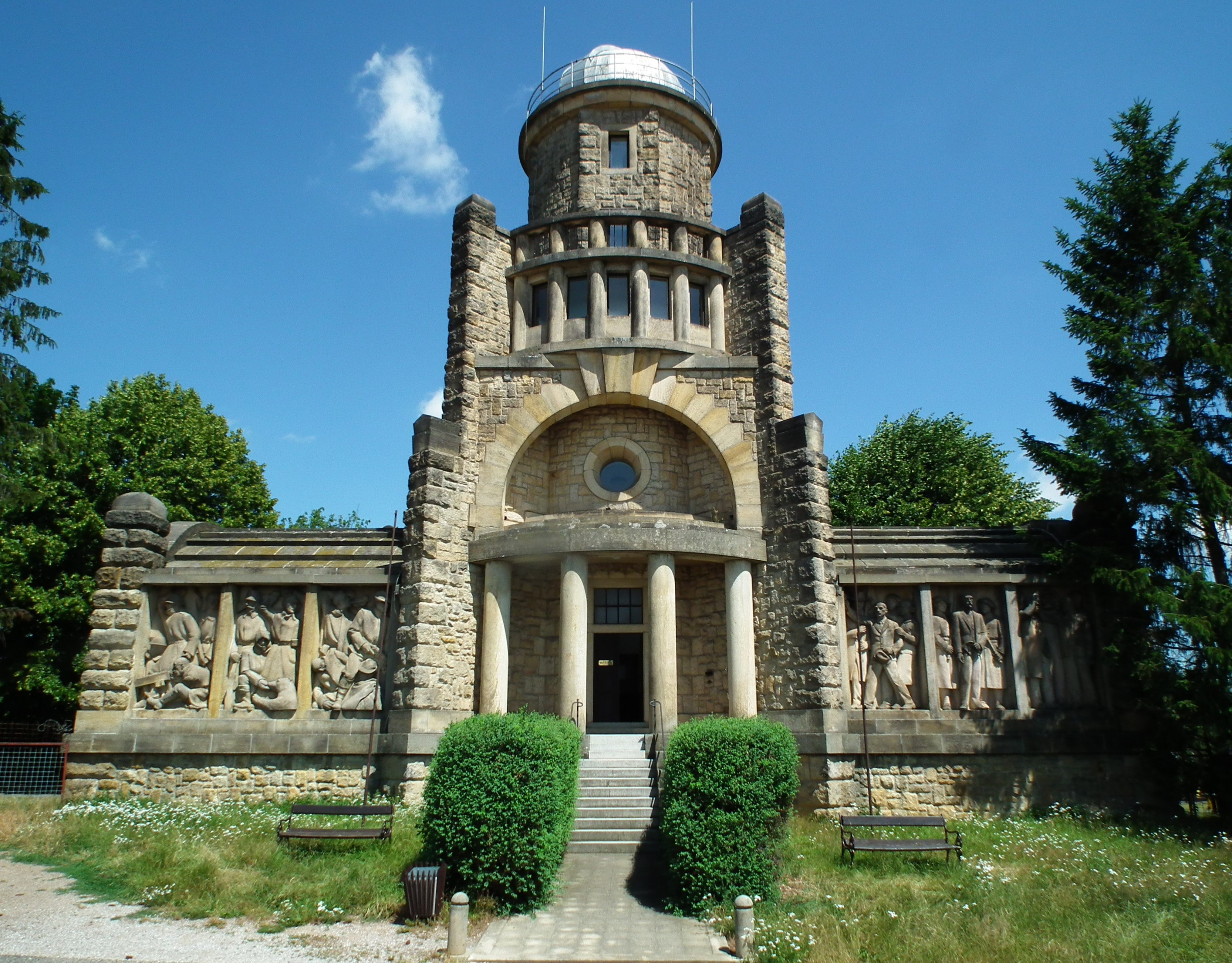
Widok od frontu

Zaprojektowania obiektu podjął się na początku lat 20. XX wieku architekt František Blažek, który był nauczycielem rzeźby w kamieniu w Szkole Rzeźbiarskiej w Hořicach. Wieżę umieszczono na osi rynku w Hořicach i do dziś (mimo tylko częściowego ukończenia) pozostaje ważnym punktem orientacyjnym dla okolic. Pierwotnie miała pełnić rolę znaku orientacyjnego dla samolotów latających na trasie Praga - Warszawa (na zachód od niej ułożono wielki piaskowcowy napis Hořice widoczny z powietrza i zniszczony potem przez niemieckich okupantów). Projekt Blažka zakładał budowę wieży o wysokości około 40 metrów, przy czym do 1938 zrealizowano tylko 25 metrów i od tego czasu budowy już nie kończono.
Wieża stoi na podłożu z piaskowca i z tego samego materiału jest wzniesiona. Kamień pozyskiwano z nieodległego kamieniołomu U Świętego Józefa. Podstawa budowli miała symbolizować siłę i zgodę narodu, a część pionowa zdobytą niepodległość. Wejście prowadzi po schodach przez czterokolumnowy portyk, który w pierwotnej wersji miał mieć drewniane wrota obite brązową blachą. Projekt został przez architekta poprawiony w drugiej wersji, poszerzonej o dwa skrzydła boczne mieszczące dwie sienie: muzealną i pamiątkową. Realizację budowy prowadził architekt Jindřich Malina, który dopełnił obiekt o otwartą platformę nad pierwszym piętrem. Obecnie całość wieńczy kopuła obserwatorium astronomicznego.
Program rzeźbiarski wieży wywodzi się w pełni z jej funkcji, upamiętniającej odzyskanie niepodległości przez Czechosłowację. Dostęp odbywa się Cestą Legií (na część Legionu Czechosłowackiego). Wejście miało być obramowane dwoma pylonami. W parterowej sieni pamiątkowej znajdują się marmurowe płyty z nazwiskami mieszkańców Hořic i okolic poległych w obu wojnach światowych (813 osób z pierwszej oraz dodane później 128 osób z drugiej), a także rzeźba Františka Přítela Ranny żołnierz. Dzieło to nagrodzono złotym medalem na wystawie w Mnichovie w 1909. Druga sień (muzealna) zawiera ekspozycję o czechosłowackim ruchu oporu na przestrzeni dziejów (od 1918 do okresu powojennego). Ekspozycja została zaaranżowana przez muzeum w Hořicach w 2015. Płaskorzeźby na zewnętrznej elewacji, przedstawiające historię czechosłowackich walk wyzwoleńczych, w tym bitew legionistów (1914-1918), stworzyli Jan Vávra i Karel Lenhart, a poprawki wniósł Otakar Španiel.
Przed wejściem do wieży, w 2000 ustawiono rzeźbę Legie za hranicemi, której autorem był František Duchač-Vyskočil.

## Widok i wstęp
Z górnego tarasu wieży otwiera się na północ widok na Bělohradską pahorkatinę, masyw Zvičiny (671 m) oraz wał Karkonoszy ze Śnieżką (1602 m). Po południowej stronie widoczne jest Połabie. 
Wieża jest czynna od maja do października, a wstęp jest płatny.